# 대한민국 민법 제626조
대한민국 민법 제626조는 임차인의 상환청구권에 대한 민법 채권법 조문이다. 

## 조문
제626조 (임차인의 상환청구권)

① 임차인이 임차물의 보존에 관한 필요비를 지출한 때에는 임대인에 대하여 그 상환을 청구할 수 있다.

② 임차인이 유익비를 지출한 경우에는 임대인은 임대차종료시에 그 가액의 증가가 현존한 때에 한하여 임차인의 지출한 금액이나 그 증가액을 상환하여야 한다. 이 경우에 법원은 임대인의 청구에 의하여 상당한 상환기간을 허여할 수 있다.

## 사례
- 갑은 상가건물의 2층 일부를 임차해 한식점을 운영하고 있는데 음식점을 하기 위해 몇가지 시설을 했는데 그 비용을 민법이 인정한 유익비로 돌려 받을 수 있으나 사무실을 개조해 온돌과 주방을 놓고 음식점을 만들었다거나 음식점을 경영하기 위해 신발장 설치, 칸막이 철거, 인테리어공사 등은 유익비에 포함되지 않는다[1].

- 여관건물을 임차하여 여관업을 하고 있는데, 보일러가 고장나 난방이 되지 않고 배관이 터져 누수가 되는 방이 여럿 있어 이를 주인에게 수선한 후 주인에게 비용청구할 수 있다[2]

- 보일러나 세면대 등과 같은 기본적인 시설을 교체하거나 수선한 비용 등을 세입자가 부담했더라도 나중에 집주인에게 청구할 수 있다[3].

- 대체로 방이나 부엌을 증축할 때 지출한 비용과 화장실, 오물 처리장, 담장 등을 축조한 비용 등이 유익비로 인정되고 있고 건물 입구의 진입로나 건물 내 바닥을 콘크리트 등으로 포장한 경우에 있어서도 유익비로 인정될 가능성이 있으나, 이러한 시설들이라도 오직 임차인이 자기의 영업에 필요해 지출한 비용은 특별한 사정이 없는 한 유익비로 인정되지 않는다[4].

- 표준화된 임대차계약서 서식에 포함된 “임차인의 원상복구의무”는 임대차목적물을 임차하기 이전의 상태로 복구하도록 하는 의무로 “필요비, 유익비에 대한 포기”의 의미로 해석될 수 있다[5].

## 판례
- 임차인이 임차건물부분에서 간이 음식점을 경영하기 위하여 부착시킨 시설물에 불과한 간판은 건물부분의 객관적 가치를 증가시키기 위한 것이라고 보기 어려울 뿐만 아니라, 그로 인한 가액의 증가가 현존하는 것도 아니어서 그 간판설치비를 유익비라 할 수 없다.[6]
- 피고가 지출한 위 공사비용 중에는 소론이 지적하는 바와 같이 1층 내부공사에 있어 신발장 및 다용도장 공사비, 기존 칸막이 철거비용, 새로운 칸막이 공사비용, 주방 인테리어 공사비용 등이 포함되어 있음을 알 수 있는데, 이와 같은 비용은 유익비가 아니다.[7]
- 유익비상환청구에 관하여 민법 제203조 제2항은 점유자가 점유물을 개량하기 위하여 지출한 금액 기타 유익비에 관하여는 그 가액의 증가가 현존한 경우에 한하여 회복자의 선택에 좇아 그 지출금액이나 증가액의 상환을 청구할 수 있다고 규정하고 있고, 민법 제626조 제2항은 임차인이 유익비를 지출한 경우에는 임대인은 임대차종료시에 그 가액의 증가가 현존한 때에 한하여 임차인의 지출한 금액이나 그 증가액을 상환하여야 한다고 규정하고 있으므로, 유익비의 상환범위는 점유자 또는 임차인이 유익비로 지출한 비용과 현존하는 증가액 중 회복자 또는 임대인이 선택하는 바에 따라 정하여진다고 할 것이고, 따라서 유익비상환의무자인 회복자 또는 임대인의 선택권을 위하여 그 유익비는 실제로 지출한 비용과 현존하는 증가액을 모두 산정하여야 할 것이다[8]

## 참고문헌
- 최봉경. "민법 제626조의 강행규정화 제안에 관한 소고." 저스티스 -.128 (2012): 181-201.